# الطاهر أوعسو لوديي
الطاهر أوعسو لوديي (موالد 1924 عدرج بصفرو، وفاة 1993 بالرباط) المعروف باسم الطاهر أوعسو، رجل دولة وضابط مغربي. في عام 1955، تم تعيينه عضوا في مجلس حفظة العرش المغربي، ليكون مسؤولا عن تشكيل الحكومة المغربية.

## مسيرته
ولد الطاهر أوعسو لوديي سنة 1924 في عدرج ببلاد بني علاهم شمال شرق المغرب. درس في ثانوية آزرو الشهيرة التي أنجبت كبار رجال الدولة وتخرج منها العديد من أقطاب السلطة في المغرب ما بعد الاحتلال الفرنسي. كان في البداية ضابطًا عسكريًا في الجيش الأفريقي، قبل أن يصبح عضوًا في مجلس حفظة العرش في عام 1955 مع اقتراب الاستقلال المغربي، جنبًا إلى جنب مع مبارك البكاي ومحمد المقري ومحمد الصبيحي. وسيشغل بعد ذلك مناصب مهمة، مثل حاكم مراكش ومكناس ووجدة.